# 栃木市立真名子小学校
栃木市立真名子小学校（とちぎしりつ まなごしょうがっこう）は、栃木県栃木市西方町真名子にある公立小学校。栃木市の最北端に位置する小学校である。

## 沿革
- 1873年8月1日 - 真名子村円満寺にて日就学舎として開校。
- 1893年4月1日 - 尋常高等併置の制により真名子尋常高等小学校となる。
- 1941年4月 - 国民学校法により真名子国民学校となる。
- 1947年4月 - 学制改正により真名子村立真名子小学校となる。
- 1955年4月27日 - 町村合併により西方村立真名子小学校となる。
- 1994年10月1日 - 西方町の町制施行により西方町立真名子小学校となる
- 2011年10月1日 - 栃木市へ編入合併により栃木市立真名子小学校となる。

## 通学区域
- 栃木市[1]
  - 西方町真名子

## 周辺
- 栃木市役所真名子出張所
- 栃木警察署真名子駐在所